# Filling His Own Shoes
Filling His Own Shoes er en amerikansk stumfilm fra 1917 af Harry Beaumont.

## Medvirkende
- Bryant Washburn som William Ruggles.
- Hazel Daly som Ruth Downing.
- Rod La Rocque som Dick Downing.
- Lyda Dalzell som Dorothea Westbrooke.
- Virginia Valli som Roxana.